# Pré-Alpes Luganeses
Os Pré-Alpes Luganeses (em italiano:  Prealpi Luganesi) é uma secção alpina tal como a define a #SOIUSA e são formados pelo conjunto; Pré-Alpes Comasche e Pré-Alpes de Varese. O ponto mais alto é Pizzo di Gino com 2.245 m de altitude.

## SOIUSA
A Subdivisão Orográfica Internacional Unificada do Sistema Alpino (SOIUSA), dividiu os Alpes em duas grandes partes:Alpes Ocidentais e Alpes Orientais, separados pela linha formada pelo  Rio Reno - Passo de Spluga - Lago de Como - Lago de Lecco.

## Classificação  SOIUSA
Segundo a classificação SOIUSA este acidente orográfico é uma secção alpina com a seguinte classificação:
- Parte = Alpes Ocidentais
- Grande sector alpino = Alpes Ocidentais-Norte
- Secção alpina = Pré-Alpes Luganeses
- Código = I/B-11